# Beni Israel

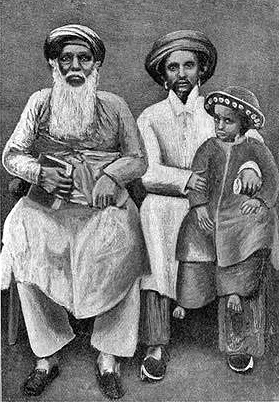
Beni Israel, 19. Jahrhundert

Die Beni Israel (auch Bene Israel, Benai Israel, B'nai Israel oder Bani Israel, „Söhne Israels“) sind eine Gruppe von Juden in Indien, die bis zur Mitte des 20. Jahrhunderts hauptsächlich in Mumbai und der Umgebung der Stadt in der Region Konkan bis nach Karatschi im Norden lebten. Ihre Sprache ist das im Bundesstaat Maharashtra gesprochene Marathi, während die Cochin-Juden im Südindien Malayalam sprechen.
Die Beni Israel behaupten, von Juden abzustammen, die nach den Verfolgungen des 2. Jahrhunderts v. Chr. in Galiläa geflohen sind. Die Beni Israel ähneln dem nicht-jüdischen Volk der Marathen in Aussehen und Sitten, was auf eine Vermischung der Juden mit den Indern schließen lässt. Die Beni Israel halten sich an die jüdischen Speisegesetze, an die Beschneidung und halten den Sabbat als Ruhetag ein.
Die Beni Israel sagen, ihre Vorfahren seien Ölpresser in Galiläa gewesen und stammten von den Überlebenden eines Schiffbruches. Im 18. Jahrhundert wurden sie von Händlern aus Bagdad „entdeckt“. Zu dieser Zeit praktizierten die Beni Israel nur wenige äußerliche Formen des Judentums (daran wurden sie als Juden erkannt) und hatten keine eigenen Gelehrten. Ihre Religion zeigte auch christlich-islamische Einschläge. Gelehrte aus Bagdad und Kochi lehrten sie daraufhin die Hauptrichtungen des Judentums des 18. und 19. Jahrhunderts.
Jüdische Händler aus Europa bereisten im Mittelalter den indischen Subkontinent, es ist aber nicht klar, ob sie dauerhaft dort siedelten. Der erste verlässliche Beleg für Juden in Indien stammt aus dem 11. Jahrhundert. Es gilt als sicher, dass sich die ersten Siedlungen entlang der Westküste befanden. Der Verweis Abraham ibn Dauds auf Juden in Indien aus dem 12. Jahrhundert ist recht vage. Für die nächsten Jahrhunderte fehlen Belege. Eine Quelle aus dem 16. Jahrhundert ist der holländische Kaufmann Jan Huygen van Linschoten, der über die Jahre 1579 bis 1592 berichtet, es habe in Cochin, Goa und im Landesinneren Muslime und Juden in großer Zahl gegeben. Nachfolgend berichtet Pieter van den Broecke zwischen 1621 und 1630 entsprechend über Juden in Gujarat. Für die 1830er Jahre werden 6.000 Beni Israel angenommen, für die Jahrhundertwende 10.000 und 1948, als sie den Gipfel in Indien erreicht hatten, waren es 20.000. Seitdem ist (vor allem wegen der Abwanderung nach Israel) die Bevölkerung in Indien auf unter 5.000 gesunken. Einige Gelehrte (Afzal Khan Khatak, Hafez Rahmat Khan, Sir William Jones u. a.) vertreten die Theorie, dass aus den Beni Israel das Volk der Paschtunen entstanden sei.

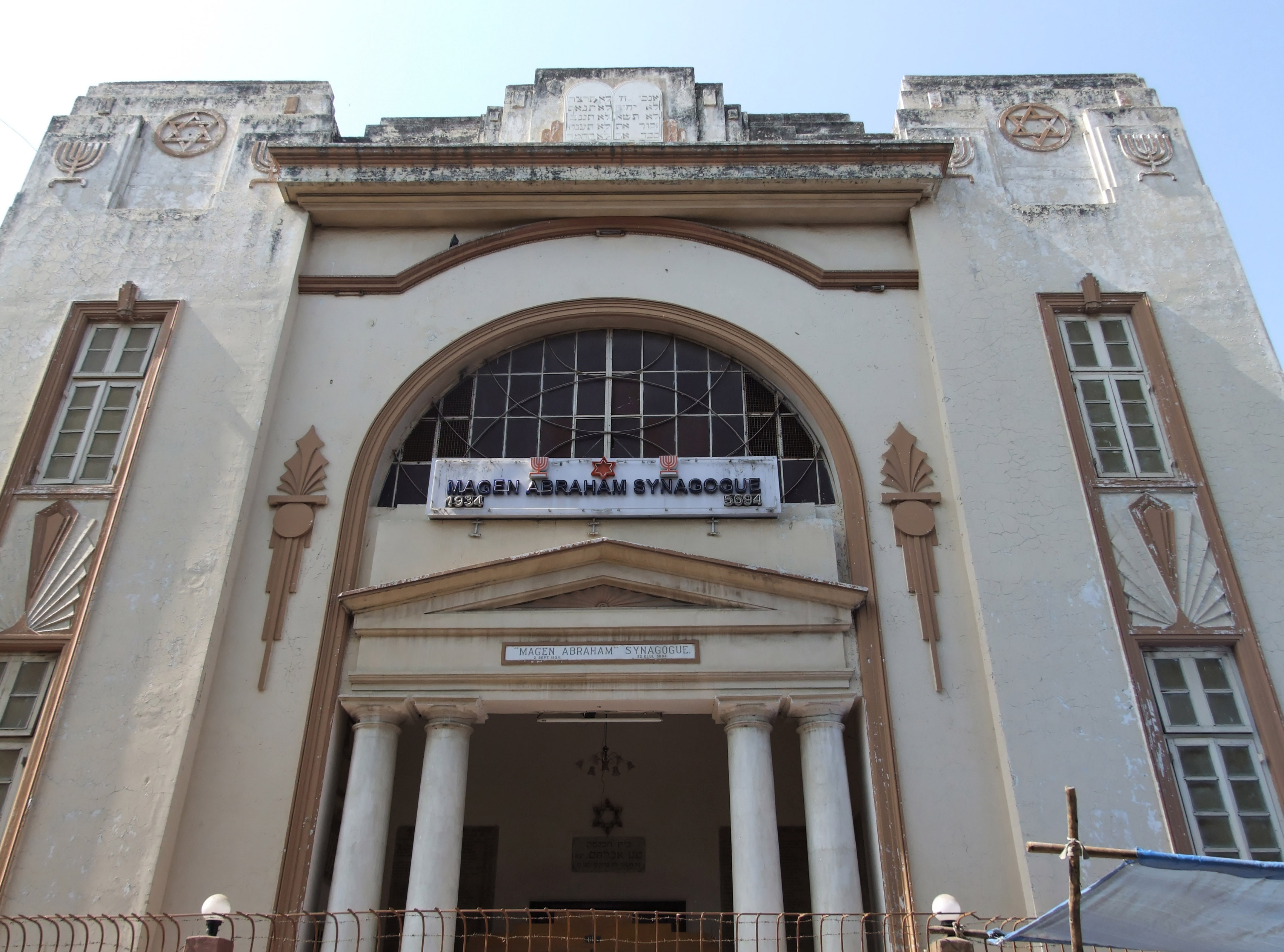
Magen-Abraham-Synagoge der Beni Israel in Ahmedabad

Die Beni Israel sind nur eine Gruppe innerhalb der Juden Indiens. Eine andere sind die Baghdadi („aus Baghdad [stammend]“), wie Juden aus dem Mittleren Osten, hauptsächlich aus dem Irak genannt werden, die Anfang des 18. Jahrhunderts nach Indien übersiedelten. Bis zur Auswanderung der meisten Juden nach Israel im Zuge der Unabhängigkeit Indiens 1948 betonten die Baghdadi ihr „nicht-indisches“ Judentum und bezweifelten wie die britischen Juden das Jüdischsein der Beni Israel. 1964 erklärte das israelische Rabbinat, dass die Beni Israel volle Juden im Sinne der Halacha seien.
Für ihre Gottesdienste übernahmen die Beni Israel von den Hindus den devotionalen Gesangsstil Kirtan, in welchem sie oftmals die Josefsgeschichte (kirtan Yosef) vortragen.
In Israel leben die Beni Israel mehrheitlich in einigen Siedlungen als Gemeinschaften beieinander, wodurch sie viele ihrer kulturellen Traditionen aus Indien bewahrt haben. Hierzu gehören indischen Heiratsbräuche und der Sari, den die meisten Frauen zumindest als Festtagskleidung tragen. Ihre hauptsächlichen traditionellen Musikinstrumente sind das indische Harmonium und die ebenfalls aus Indien stammende Tastenzither bulbultarang.